# 新猪笼草
《新猪笼草：卷一》（New Nepenthes: Volume One）是斯图尔特·麦克弗森创作的一本关于猪笼草属（Nepenthes）的著作。其于2011年由雷德芬自然历史出版社出版，其着重于自2009年《旧大陆的猪笼草》后的新发现。该书由阿拉斯泰尔·罗宾逊编辑。

## 主要内容
该著作是《旧大陆的猪笼草》之后的一部补充性著作，其论述了自2009年后的一些发现，包括18个新物种、2个修订物种、1个新变种及2个新未完全鉴定的类群。书中提供了所有类群的详细叙述，其往往保持着之前的形式，都是附于考察报告或正式物种描述中。其内容覆盖了较广的地理范围。
7个物种被正式描述为：产自婆罗洲的附盖猪笼草（N. appendiculata）和附生猪笼草（N. epiphytica），产自菲律宾的塞西尔猪笼草（N. ceciliae）和美丽猪笼草（N. pulchra），产自苏拉威西的黑猪笼草（N. nigra）和波叶猪笼草（N. undulatifolia）及产自新几内亚的山地猪笼草（N. monticola）。山地猪笼草此前与蓝姆猪笼草（N. lamii）相互混淆。因此，将山地猪笼草描述为独立物种就必须发表蓝姆猪笼草修订界线。此次修订包括高棉猪笼草（N. thorelii），其于2011年再次被发现，相隔上次近百年。
该书包含了所有新描述物种，爱登堡猪笼草（N. attenboroughii）、霍尔登猪笼草（N. holdenii）、菲律宾猪笼草（N. philippinensis）和相关类群、皮托庞猪笼草（N. pitopangii，之前仅已知一处分布地）及存在于柬埔寨豆蔻山脉未鉴定类群的分布范围。

### 所述物种
以下23个新发现或修订的类群包含于该书内。带*号的7个物种为在书中正式描述的物种，而带†号的两个物种为修订描述的物种。
1. 安达曼猪笼草
N. andamana
2. 附盖猪笼草 *
N. appendiculata
3. 塞西尔猪笼草 *
N. ceciliae
4. 象岛猪笼草
N. chang
5. 附生猪笼草 *
N. epiphytica
6. 甘通山猪笼草
N. gantungensis
7. 汉密吉伊坦山猪笼草
N. hamiguitanensis
8. 霍尔登猪笼草
N. holdenii
9. 克尔猪笼草
N. kerrii
10. 蓝姆猪笼草 †
N. lamii
11. 莱昂纳多猪笼草
N. leonardoi
12. 球状奇异猪笼草
N. mirabilis var. globosa
13. 山地猪笼草 *
N. monticola
14. 黑猪笼草 *
N. nigra
15. 巴拉望岛猪笼草
N. palawanensis
16. 美丽猪笼草 *
N. pulchra
17. 罗伯坎特利猪笼草
N. robcantleyi
18. 素叻猪笼草
N. suratensis
19. 泰国猪笼草
N. thai
20. 高棉猪笼草 †
N. thorelii
21. 波叶猪笼草 *
N. undulatifolia

未完全鉴定的类群
1. 阿尼帕汉山猪笼草
N. sp. Anipahan
2. 吕宋岛猪笼草
N. sp. Luzon

此外，还对所有已知的巴拉望高地物种都进行了详细介绍，包括爱登堡猪笼草、迪安猪笼草（N. deaniana）、曼塔灵阿汉山猪笼草（N. mantalingajanensis）及惊奇猪笼草（N. mira）。
该书共述了138个物种及3个未完全鉴定的类群。

### 另一卷
对于《新猪笼草》的另一卷，斯图尔特·麦克弗森写道：
|  | 该著作涉及了所有自2009年以来发现的新猪笼草属物种及新分布地。而之所以专门将其注为卷一，是因为很可能继续发现其他猪笼草的新物种，及更多关于这些复杂且迷人植株的多样性、生态学及分类学方面的信息。当我进行的观察足够，我将视需要发表《新猪笼草》的另一卷。 |